# David Warner (aktor)
David Hattersley Warner (ur. 29 lipca 1941 w Manchesterze, zm. 24 lipca 2022 w Londynie) – brytyjski aktor, grający przeważnie role tzw. czarnych charakterów.

## Życiorys

### Wczesne lata
Urodził się w Manchesterze jako syn Doreen (z domu Hattersley) i Herberta Simona Warnera, pochodzenia rosyjsko-żydowskiego właściciela domu spokojnej starości. Był nieślubnym dzieckiem wychowanym przez każdego z rodziców (każdego z osobna), ostatecznie został pod opieką ojca i macochy. Uczęszczał do Feldon School w Royal Leamington Spa w hrabstwie Warwickshire i uczył się aktorstwa w Royal Academy of Dramatic Art (RADA) w Londynie. Podczas gdy chodził do szkoły, utrzymywał się pracując jako sprzedawca książek.

### Kariera
Po studiach dołączył do Royal Shakespeare Company, gdzie spędził kilka lat grając Hamleta w adaptacji sztuki Szekspira. Debiutował na ekranie jako młodszy brat tytułowego bohatera (w tej roli Albert Finney) w przygodowej komedii muzycznej Tony’ego Richardsona Przygody Toma Jonesa (Tom Jones, 1963), ale tak naprawdę wywarł wrażenie trzy lata potem jako ekscentryk tytułowy Morgan Delt w komedii Karela Reisza Morgan: przypadek do leczenia (Morgan: A Suitable Case for Treatment, 1966) z udziałem Vanessy Redgrave, Roberta Stephensa i Bernarda Bresslawa. Kreacja ta przyniosła mu nominację do nagrody BAFTA '67 dla najlepszego aktora brytyjskiego. W miniserialu BBC Wojny róż (The Wars of the Roses, 1965) zagrał króla Henryka VI.
Ciężkie czasy na początku lat 70. zmusiły go do rezygnacji z pracy scenicznej i dostał rozwód od jego pierwszej żony Harriet Lidgren, z którą był w związku w latach 1969–1972. Jego pierwszy film, który odniósł sukces to Richarda Donnera Omen (The Omen, 1976) z Gregorym Peckiem i Lee Remick. Przez następne pięciolecie, skupił cały swój czas na pracy. Był nominowany do nagrody Emmy za rolę Reinharda Heydricha w miniserialu NBC Holocaust (1978). Jako John Leslie Stevenson w melodramacie przygodowym Nicholasa Meyera Podróż w czasie (Time After Time, 1979) obok Malcolma McDowella i Mary Steenburgen zdobył nominację do nagrody Saturna. W 1981 otrzymał swoją pierwszą nagrodę Emmy za rolę Pomponiusa Falco w miniserialu ABC Masada (1981) z udziałem Petera O’Toole, Petera Straussa i Barbary Carrery.
Choć kolejne filmy z jego udziałem takie jak Bandyci czasu (Time Bandits, 1981), Tron (1982), Człowiek z dwoma mózgami (The Man with Two Brains, 1983) i Titanic (1997) Jamesa Camerona stały się kultowymi klasykami, Warner został w przeważającej części w cieniu.
Użyczył swojego głosu postaciom gier komputerowych: Privateer 2: The Darkening (1996) jako Rhinehart, Fallout (1997) jako Morfeusz i Baldur's Gate II: Shadows of Amn (2000) jako Jon Irenicus.
W 2001 wystąpił na Broadwayu w roli Andrew Undershafta w komedii George’a Bernarda Shawa Major Barbara, za którą został uhonorowany nagrodą Theatre World i był nominowany do nagrody Drama Desk.

## Życie prywatne
W latach 1981–2002 był żonaty z Sheilah Kent, z którą ma córkę Melissę (ur. 1982).

### Śmierć
Zmarł 24 lipca 2022 w Denville Hall w Northwood, jednej z dzielnic Londynu, półtora roku po zdiagnozowaniu u niego raka płuc. Zmarł pięć dni przed swoimi 81 urodzinami.

## Filmografia

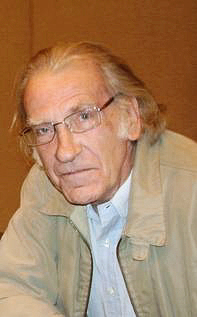
David Warner

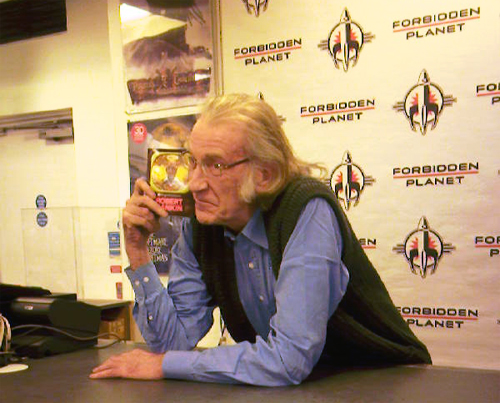
David Warner w lipcu 2008

### Filmy fabularne
- 1963: Przygody Toma Jonesa (Tom Jones) jako Blifil
- 1966: Morgan: przypadek do leczenia (Morgan: A Suitable Case for Treatment) jako Morgan Delt
- 1966: Śmiertelna sprawa (The Deadly Affair) jako Edward II
- 1968: Sen nocy letniej (A Midsummer Night’s Dream) jako Lysander
- 1968: Żyd Jakow (The Fixer) jako hrabia Odojewski
- 1968: Mewa (The Sea Gull) jako Konstantin Treplew, syn Arkadiny
- 1969: Michael Kohlhaas, buntownik (Michael Kohlhaas – Der Rebell) jako Michael Kohlhaas
- 1970: Ballada o Cable’u Hogue’u (The Ballad of Cable Hogue) jako Joshua
- 1970: Szczęśliwy piątek (Perfect Friday) jako Lord Nicholas „Nick” Dorset
- 1971: Nędzne psy (Straw Dogs) jako Henry Niles
- 1973: Dom lalki (A Doll's House) jako Torvald Helmer
- 1974: Opowieści zza grobów (From Beyond the Grave) jako
- 1974: Mały Malcolm (Little Malcolm) jako Dennis Charles Nipple
- 1975: Stara ciekawość sklepowa (The Old Curiosity Shop) jako Sampson Brass
- 1976: Omen (The Omen) jako Keith Jennings
- 1977: Opatrzność (Providence) jako Kevin Langham/Kevin Woodford
- 1977: Wiek niewinności (Age of Innocence) jako Henry Buchanan
- 1977: Krzyż Żelazny (Cross of Iron) jako kapitan Kiesel
- 1977: Zniknięcie (The Disappearance) jako Burbank
- 1978: Srebrny interes (Silver Bears) jako Agha Firdausi
- 1978: 39 stopni (The Thirty-Nine Steps) jako sir Edmund Appleton
- 1979: Nocne skrzydła (Nightwing) jako Phillip Payne
- 1979: Port lotniczy ’79 (The Concorde ... Airport '79) jako Peter O’Neill
- 1979: Podróż w czasie (Time After Time) jako Kuba Rozpruwacz – John Leslie Stevenson
- 1980: Wyspa (The Island) jako John David Nau
- 1981: Bandyci czasu (Time Bandits) jako Złowrogi geniusz
- 1981: Kochanica Francuza (The French Lieutenant's Woman) jako Murphy
- 1982: Tron jako Ed Dillinger / Sark / Program Główny
- 1983: Człowiek z dwoma mózgami (The Man with Two Brains) jako dr Alfred Necessiter
- 1984: Błyskawica (Summer Lightning) jako George Millington
- 1984: Towarzystwo wilków (The Company of Wolves) jako ojciec
- 1984: Opowieść wigilijna (A Christmas Carol, TV) jako Bob Cratchit
- 1985: Hitlerowskie SS: Portret zła (Hitler’s S.S.: Portrait in Evil, TV) jako Reinhard Heydrich
- 1987: Jaś i Małgosia (Hansel and Gretel) jako ojciec
- 1987: Nastoletni wampir (My Best Friend Is a Vampire) jako profesor Leopold McCarthy
- 1987: Desperat (Desperado) jako Ballard
- 1988: Klucze do wolności (Keys to Freedom) jako Nigel Heath
- 1988: Gabinet figur woskowych (Waxwork) jako pan Lincoln
- 1988: Pan North (Mr. North) jako dr Angus McPherson
- 1988: Wojna Hanny (Hanna's War) jako kapitan Julian Simon
- 1988: Przyjęcie pod obstrzałem (Hostile Takeover) jako Eugene Brackin
- 1989: Star Trek V: Ostateczna granica (Star Trek V: The Final Frontier) jako St. John Talbot
- 1989: Magdalena (Magdalene) jako baron von Seidl
- 1989: Mordercze namiętności (Mortal Passions) jako dr Terrence Powers
- 1989: Grave Secrets jako dr Carl Farnsworth
- 1990: Pułapka (Tripwire) jako Josef Szabo
- 1991: Star Trek VI: Wojna o pokój (Star Trek VI: The Undiscovered Country) jako Chancellor Gorkon
- 1991: Błękitne tornado (Blue Tornado) jako Dowódca
- 1991: Zabójcze zaklęcie (Cast a Deadly Spell, TV) jako Amos Hackshaw
- 1991: Wojownicze Żółwie Ninja II: Tajemnica szlamu (Teenage Mutant Ninja Turtles II: The Secret of the Ooze) jako profesor Jordan Perry
- 1992: Szpiegowska spółka z o.o. (Spies Inc.) jako Arthur Cleague
- 1992: Powrót nienazwanego (The Unnamable II: The Statement of Randolph Carter) jako Kanclerz Thayer
- 1992: Pył i krew (De terre et de sang, TV)
- 1992: Utracony świat (The Lost World) jako profesor Summerlee
- 1993: Necronomicon (H.P. Lovecraft’s: Necronomicon) jako dr Madden
- 1993: Sekret Rycerzy Delty (Quest of the Delta Knights) jako Baydool / Lord Vultare / Narrator
- 1993: Perry Mason & The Case of the Skin Deep Scandal (TV) jako Harley Griswold
- 1995: W paszczy szaleństwa (In the Mouth of Madness) jako dr Wrenn
- 1996: Rasputin (Rasputin: Dark Servant of Destiny) jako dr Jewgienij Botkin
- 1997: Krzyk 2 (Scream 2) jako Gus Gold
- 1997: Titanic jako Spicer Lovejoy
- 1997: KasaMowa (Money Talks) jako Barclay (James’ Boss)
- 1998: Ostatni krasnoludek (The Last Leprechaun) jako Simpson
- 1999: Nieprzerwana akcja – Wing Commander (Wing Commander) jako Admirał Geoffrey Tolwyn
- 2000: Kopciuszek (Cinderella, TV) jako Martin
- 2000: U zarania (In the Beginning, TV) jako Eliezer
- 2001: Powrót do tajemniczego ogrodu (Back to the Secret Garden) jako dr Snodgrass
- 2001: Wiedźma (Superstition) jako sędzia Padovani
- 2001: Planeta Małp (Planet of the Apes) jako senator Sandar
- 2002: Kod Tory (The Code Conspiracy) jako profesor
- 2002: Mały jednorożec (The Little Unicorn) jako Ted Regan
- 2003: Pocałunek życia (Kiss of Life) jako Pap
- 2004: Cyber Wars (Avatar) jako Joseph Lau
- 2004: Lawendowe wzgórze (Ladies in Lavender) jako dr Francis Mead
- 2004: Oblężeni (Straight into Darkness) jako Diakon
- 2004: Cortex jako Mistrz Organizacji
- 2005: Liga Panów Apokalipsy (The League of Gentlemen’s Apocalypse) jako dr Erasmus Pea
- 2007: Wiedźmikołaj (Terry Pratchett’s Hogfather) jako Lord Downey
- 2010: Czarna śmierć (Black Death) jako Abbot
- 2011: A Thousand Kisses Deep jako Max
- 2013: Before I Sleep jako Eugene Devlin
- 2018: Mary Poppins powraca jako admirał Boom

### Seriale TV
- 1978: Holocaust jako Reinhard Heydrich
- 1979: S.O.S. Titanic jako Lawrence Beesley
- 1981: Masada jako Falco
- 1984: Charlie jako Charlie Alexander
- 1990: Napisała: Morderstwo (Murder, She Wrote) jako Justin Hunnicut
- 1991: Wujek Wania (Uncle Vanya) jako wujek Wania
- 1991: Miasteczko Twin Peaks jako Thomas Eckhardt
- 1992: Star Trek: Następne pokolenie (Star Trek: The Next Generation) jako Gul Madred
- 1992: Opowieści z krypty (Tales From the Crypt) jako dr Alan Getz
- 1994: Nowe przygody Supermana (Lois & Clark: New Adventures of Superman) jako Jor-El
- 1994: Babilon 5 (Babylon 5) jako Aldous Gajic
- 1994: Spider-Man jako Herbert Landon (głos)
- 1995: Po tamtej stronie jako Bill Trenton
- 1999: Po tamtej stronie jako inspektor Harold Langford
- 2001: Hornblower jako kapitan James Sawyer
- 2004: 4.50 z Paddington (4.50 from Paddington) jako Luther Crackenthorpe
- 2009: Doktor Who (Doctor Who) jako Lord Azlok
- 2012: Morderstwa w Midsomer (Midsomer Murders) jako Peter Fossett
- 2013: Doktor Who (Doctor Who) jako profesor Grisenko
- 2014: Dom grozy (Penny Dreadful) jako Abraham Van Helsing
- 2015: Niesamowity świat Gumballa (The Amazing World of Gumball) jako Rob